# Il·lustrador
Un il·lustrador o il·lustradora és un artista que s'especialitza en la representació gràfica de textos o conceptes, elaborant una creació visual que es correspon amb el contingut del text o idea associada. La il·lustració pot tenir com a objectiu aclarir conceptes o objectes que són difícils de descriure textualment o bé enriquir-los i complementar-los. Les il·lustradors col·laboren en la premsa periòdica, publicitat, les editorials, la propaganda, sigui en mitjans impresos o numèrics, sigui entre d'altres per a obres literàries, científiques o tècniques.
L'il·lustrador com ofici i artista professional apareix a Catalunya a la segona meitat del segle xix gràcies als nous sistemes d'impressió. L'il·lustrador llegeix el text amb «ulls de dibuixant» i cerca imatges que complementen el relat i aporten contingut. Abans, la il·lustració quedava purament decorativa i l'artista més aviat anònim. Es considera Eusebi Planas i Franquesa (1833-1897) com el primer il·lustrador català modern.
El llapis, l'estilògraf, la tinta i l'aerògraf tradicionals es completen en bona part per eines elèctròniques, com ara la tauleta gràfica, el programari i l'ordenador, si bé molts il·lustradors combinen eines analògiques i digitals en diferents fases del procés creatiu.